# Jordany Valdespin
Jordany Valdespin Guzman (né le 23 décembre 1987 à San Pedro de Macorís, République dominicaine) est un joueur de la Ligue majeure de baseball. 
Joueur d'utilité, Valdespin évolue au champ extérieur et au deuxième but pour les Mets de New York en 2012 et 2013.

## Carrière
Jordany Valdespin débute en ligues mineures dans l'organisation des Mets de New York en 2007.
Il fait ses débuts dans le baseball majeur avec les Mets le 23 avril 2012. Il joue 66 matchs des Mets durant la saison 2013 mais les succès ne sont pas au rendez-vous avec une faible moyenne au bâton de ,188 et 25 coups sûrs en 133 présences au bâton. Il claque 4 circuits et vole 4 buts. Il est renvoyé aux ligues mineures en juillet après avoir réagi de manière « non professionnelle » lors de son retrait d'un match par le gérant des Mets Terry Collins. Le 5 août 2013, Valdespin, toujours dans les mineures, est l'un des 13 joueurs suspendus par le baseball majeur pour dopage dans la foulée de l'affaire Biogenesis. Il écope de 50 parties de suspension.
En décembre 2013, Valdespin signe un contrat des ligues mineures avec les Marlins de Miami. Il frappe 3 circuits en 54 matchs joués sur deux saisons à Miami, soit 52 joués en 2014 et seulement 2 l'année suivante.